# Northrop Grumman MQ-4C Triton
Northrop Grumman MQ-4C Triton – amerykański bezzałogowy aparat latający przeznaczony do prowadzenia obserwacji i rozpoznania na bardzo dużym obszarze morskim (Broad Area Maritime Surveillance). Zamówiony przez amerykańską marynarkę i australijskie lotnictwo. Maszyna w obu przypadkach ma wspierać i uzupełniać flotę patrolowych samolotów Boeing P-8 Poseidon. 

## Historia

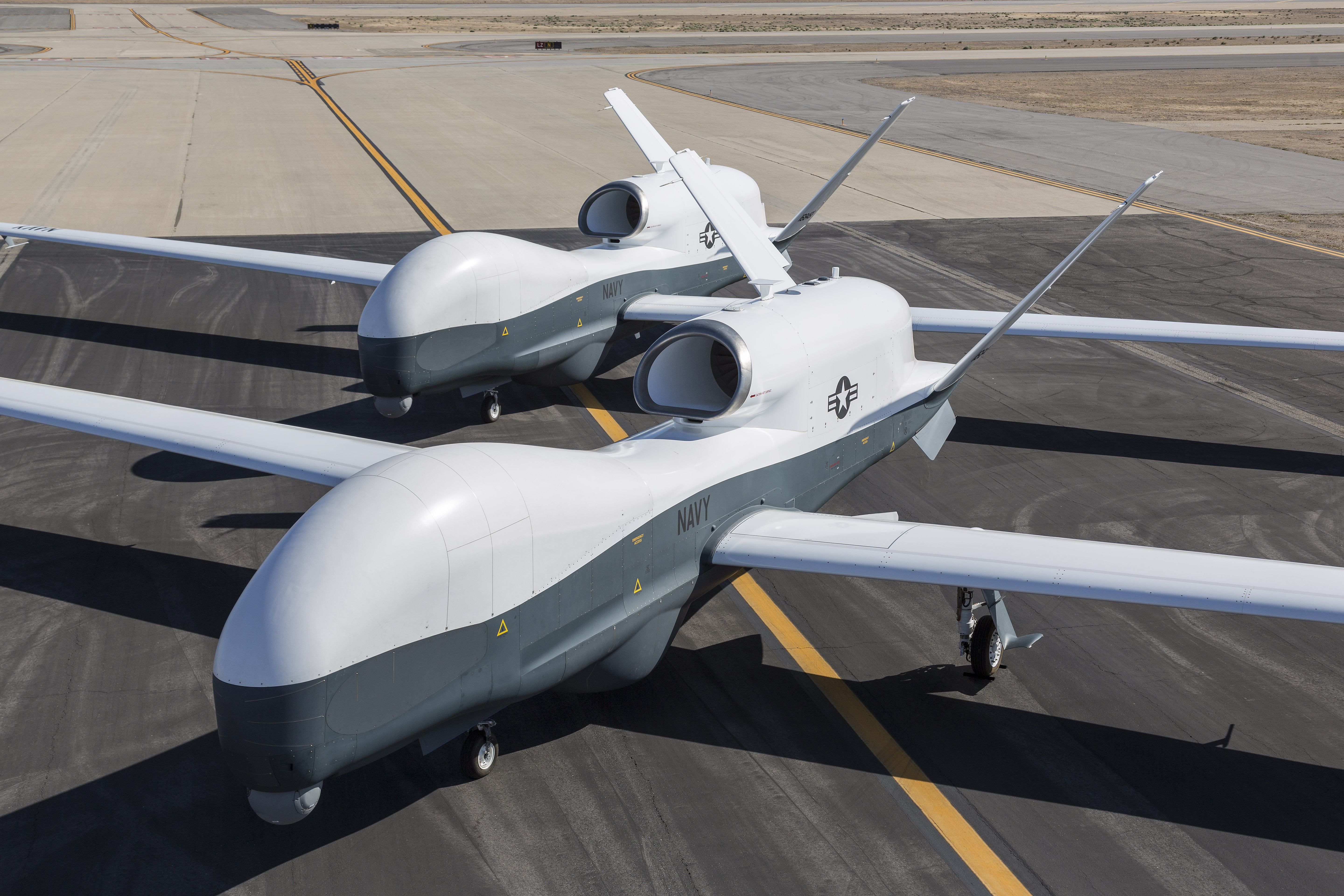
MQ-4C Triton

MQ-4C jest samolotem, jaki Northrop Grumman zaoferował amerykańskiej marynarce w ramach ogłoszonego przez nią programu Broad Area Maritime Surveillance (BAMS). Obok Northropa w rywalizacji o wygranie przetargu wzięły udział firmy General Atomics Aeronautical Systems, która zaoferowała morską wersję bezzałogowego samolotu MQ-9 Reaper nazwaną Mariner oraz Boeing z bezzałogową wersją samolotu Gulfstream G550, oznaczoną jako RQ-37. MQ-4C jest morską wersją rozpoznawczego bezzałogwca RQ-4 Global Hawk. 22 kwietnia 2008 roku kontrakt na dostawę samolotu otrzymał Northrop Grumman. We wrześniu 2010 roku maszyna otrzymała oficjalne oznaczenie MQ-4C, a w czerwcu 2012 roku nazwę „Triton”. Do przeprowadzenia wstępnych prób systemów mających znaleźć zastosowanie w docelowym samolocie, Northrop przekazał US Navy pięć egzemplarzy RQ-4A Block 10 znaczonych jako BAMS-D. Jedna z maszyn uczestnicząca w próbach uległa rozbiciu 11 czerwca 2012 roku. Oblot docelowego prototypu MQ-4C o numerze BuNo 168457 odbył się 22 maja 2013 roku na lotnisku w Palmdale w stanie Kalifornia. Podczas swojego trwającego 80 minut pierwszego lotu, samolot osiągnął wysokość 6100 metrów. Do marca 2014 roku trwała faza rozwoju i demonstracji konstrukcji (System Development and Demonstration - SDD). Podczas tego etapu prób, samolot wykonał trzynaście lotów próbnych, spędzając w powietrzu 81 godzin. Podczas fazy SDD, w 2013 roku wykryto problem z niedostateczną jakością wykonania i zamontowania dźwigara wzdłużnego skrzydła, za który odpowiadał jeden z podwykonawców Northropa. 18 września 2013 roku Triton wykonał 11-godzinny lot, startując z Palmdale, a następnie lecąc wzdłuż południowego wybrzeża Stanów Zjednoczonych nad Zatoką Meksykańską dotarł nad Florydę, a stamtąd skierował się na północ. Ostatecznie maszyna wylądowała w bazie Naval Air Station Patuxent River w stanie Maryland. Lot przebiegł pomyślnie bez żadnych zakłóceń. Operując z Naval Air Station Patuxent River Triton wykonywał loty próbne nad Atlantykiem, podczas których testowano znajdujące się na pokładzie systemy komunikacyjne i rozpoznawcze. 16 października 2014 roku do swojego pierwszego lotu wzbił się drugi egzemplarz prototypowy. Ukończone i skierowane do prób mają zostać jeszcze dwa prototypy, jednak cięcia budżetowe, jakie dotknęły US Navy, zmusiły Northropa do wygospodarowania własnych środków w celu sfinansowania ich budowy. Ostatni z prototypów ma zostać przekazany marynarce w pierwszym kwartale 2017 roku. 17 lipca 2015 roku rozpoczęła się dwumiesięczna ocena przydatności operacyjnej samolotu, która miała zadecydować o rozpoczęciu budowy pierwszej, małoseryjnej partii. Prototypy znalazły się w rękach personelu dywizjonów testowych marynarki VX-1 i VX-20 oraz przedstawicieli producenta. W próbach brali udział również członkowie przyszłego użytkownika Tritona, dywizjonu patrolowego Unmanned Patrol Squadron 19 (VUP-19). W wyniku przeprowadzonych badań w locie, trwających w sumie ponad 60 godzin, 22 września 2016 roku Pentagon wydał zgodę na rozpoczęcie małoseryjnej produkcji. 
26 października 2016 roku MQ-4C Triton został oficjalnie przyjęta na stan Unmanned Patrol Squadron 19, ale dopiero 9 listopada tego samego roku pierwsza z przyjętych maszyn dotarła do bazy Naval Air Station Point Mugu w Kalifornii, gdzie stacjonuje VUP-19 (oddelegowany do Point Mugu pododdział). Triton przyleciał do bazy marynarki z Palmdale w Kalifornii, a cały lot przebiegał pod kontrolą załogi znajdującej się w Naval Air Station Jacksonville mieszczącej się na Florydzie.

### Konstrukcja
Seryjny MQ-4C zostanie zbudowany na bazie RQ-4B Block 30. W odróżnieniu od RQ-4, Triton ma nowe, wzmocnione skrzydła, które wyposażono w system przeciwdrganiowy oraz odladzający krawędź natarcia płata. W system odladzania zaopatrzona jest również krawędź wlotu powietrza do silnika. Samolot napędzany jest pojedynczym silnikiem turbowentylatorowym Rolls-Royce AE 3007H. Identyczna jednostka została zastosowana w RQ-4, jednak w przypadku Tritona zastosowano zmodyfikowane oprogramowanie sterujące pracą silnika, dzięki czemu udało się zmniejszyć jego zużycie paliwa oraz elastyczniej sterować jego siłą ciągu. W porównaniu do RQ-4, w wersji morskiej zastosowano mocniejszy generator prądu. Podczas swoich misji maszyna jest kontrolowana przez naziemną załogę składającą się z czterech ludzi: dowódcy misji, pilota oraz dwóch operatorów systemów pokładowych samolotu.

### Wyposażenie
Sercem systemów zadaniowych aparatu jest działająca w paśmie X wielofunkcyjna aktywna stacja radiolokacyjna AN/ZPY-3 Multi-Function Active Sensor (MFAS). Jest to radar typu AESA (Active Electronically Scanned Array), który obok podstawowej możliwości skanowania elektronicznego, może również obracać swoją anteną się o 360°. Zatem zamiast skanować jeden, określony wycinek przestrzeni, radar obserwuję całą, znajdującą się w zasięgu przestrzeń wokół samolotu. Jeden obrót anteny radaru pozwala zeskanować obszar o powierzchni 5200 km². Antena radaru osłonięta jest dużą owiewką znajdującą się pod kadłubem samolotu. System może pracować w trzech trybach: trybie obserwacji powierzchni morza (Maritime Surface Surveillance), trybie z syntetyczną aperturą (SAR) oraz trybie z odwróconą syntetyczną aperturą (ISAR). W przypadku obserwacji powierzchni morza, system może pracować w dwóch trybach, obserwacji otwartego morza i strefy przybrzeżnej. W takiej sytuacji radar może skanować wybrany odcinek przestrzeni i jednocześnie śledzić wykryte i oznaczone już cele. W trybie SAR radar może punktowo zobrazować wybrany, nieruchomy cel w bardzo wysokiej rozdzielczości. W trybie ISAR radar obrazuje wybrane, ruchome cele znajdujące się na powierzchni morza. W części dziobowej Tritona, pod kadłubem umieszczona jest pracująca w podczerwieni głowica elektro-optyczna Raytheon MTS-B (Raytheon's Multi-Spectral Targeting System). W podobną głowicę wyposażony jest MQ-9, jednak głowica Tritona wzbogacona jest o dodatkowe elementy – laserowy wskaźnik i dalmierz pozwalający na śledzenie celu. Obraz z głowicy może być przesyłany w czasie rzeczywistym do wyznaczonych odbiorców, centrów dowodzenia, okrętów, samolotów. Kolejnym ważnym elementem systemów zadaniowych samolotu jest system wsparcia elektronicznego AN/ZLQ-1 ESM (Electronic Support Measures - ESM) podobny do tego, w jaki wyposażony jest samolot Lockheed EP-3 (specjalistycznej wersji Lockheed P-3 Orion). AN/ZLQ-1 jest pasywnym systemem pozwalającym na wykrywanie w trybie automatycznym, identyfikację i geolokalizację źródeł emisji radiowych.

## Służba
Obecne plany US Navy zakładają zakup 66 egzemplarzy seryjnych plus czterech prototypowych. Wstępną gotowość operacyjną samoloty mają uzyskać w 2018 roku, a pełną w 2023 roku. Pierwszą jednostką, na której uzbrojenie ma wejść Triton, będzie powołany 1 października 2013 roku dywizjon VUP-19 z bazy Naval Air Station Jacksonville na Florydzie. Pododdział dywizjonu ma stacjonować również w Naval Air Station Point Mugu w Kalifornii. Drugim użytkownikiem samolotów ma być dywizjon VUP-11, którego zapowiedź powołania ogłoszono w 2014 roku. 
21 lutego 2014 roku australijski rząd zatwierdził zakup ośmiu maszyn Boeing P-8 Poseidon z opcją na kolejne cztery samoloty, dodatkowo, jak poinformowała miejscowa prasa, rozpocząć się miała procedura zakupu sześciu (z opcją na siódmy) bezzałogowych aparatów MQ-4C Triton, który wraz z Poseidonami mają zastąpić samoloty patrolowe AP-3C Orion. Pierwsze dostawy oczekiwane były w 2017 roku, a osiągnięcie gotowości operacyjnej w 2021 roku. 13 marca 2014 roku, decyzja o zakupie bezzałogowców została ogłoszona publicznie przez premiera Australii Tony'ego Abbotta. Do realizacji planów doszło cztery lata później, 26 czerwca 2018 roku, australijski rząd poinformował o zakupie pierwszego MQ-4C. Maszyny, wraz z będącymi na wyposażeniu australijskiej marynarki samolotami Poseidonami, staną się podstawą przewagi informacyjnej Sił Morskich Australii z jednej strony, a z drugiej, zapewnią wsparcie w operacjach poszukiwawczo-ratowniczych prowadzonych na ogromnych obszarach morskich otaczających Australię. Zakup i eksploatacja będzie częścią wspólnego programu, realizowanego wraz z Marynarką Stanów Zjednoczonych. Dodatkowo, Australia ze swojej strony przeznaczy fundusze na eksploatacje, produkcję i rozwój aparatów. Budowę potrzebnej infrastruktury w bazach RAAF Base Edinburgh i RAAF Base Tindal, naziemne systemy kontroli, szkolenie i wsparcie logistyczne. Z drugiej strony producent samolotów, firma Northrop Grumman, poczyni własne inwestycje w gospodarkę Australii. Macierzystą bazą australijskich MQ-4C ma być RAAF Base Edinburgh. Ich wejście do służby planowane było wstępnie w połowie 2023 roku, a uzyskanie gotowości operacyjnej w 2025 roku. 19 marca 2019 roku podjęto decyzje o zakupie kolejnej maszyny, a 20 maja 2020 roku następnej. 27 października 2020 roku, producent poinformował o rozpoczęciu końcowego montażu pierwszego australijskiego MQ-4C. Realizacja programu napotkała opóżnienia. W kwietniu 2021 roku Australia poinformowała o opóźnieniu dostawy pierwszego z zamówionych Tritonów o rok. Ukończony pierwszy australijski Triton, został po raz pierwszy publicznie zaprezentowany 14 września 2022 roku z zakładach Northropa w Kalifornii. Oblotu maszyny odbył się 9 listopada 2023 roku. We wrześniu 2023 roku australijski minister przemysłu obronnego Patrick Conroy poinformował o kolejny, czwartym zakupionym egzemplarzu MQ-4C.   
Kolejnym krajem w basenie oceanu indyjskiego, będącym w orbicie zainteresowań producenta są Indie, na wyposażeniu których również znajdują się samoloty patrolowe P-8 Poseidon. Pierwsze informacje o możliwej sprzedaży MQ-4C do Indii pojawiły się w 2011 roku, ale do dziś brak jest efektów starań Northropa. W marcu 2017 roku agencja prasowa Reuters poinformowała, iż Niemcy podjęły decyzje o zakupie samolotu. Decyzja miała być efektem rezygnacji Niemiec z dalszych prac nad maszyną EuroHawk, zeuropeizowaną wersja amerykańskiego RQ-4 Global Hawk. Opracowane w ramach programu systemy i rozwiązania, mogły by znaleźć zastosowanie w MQ-4C. Pozwoliłoby to Niemcom na częściowy zwrot dużych kosztów jakie pochłoną projekt EuroHawk. Potencjalne dostawy rozpoczęłyby się w 2025 roku.